# Lijst van computerprogramma's
Dit is een lijst met in Wikipedia reeds beschreven computerprogramma's.

## Besturingssystemen
- Linux
- macOS
- Windows

## Browsers, e-mail en IM
- Amaya
- Epiphany
- Galeon
- Google Chrome
- Instantbird
- Konqueror
- Lynx
- Messenger Plus! Live
- Mosaic
- Mozilla

- Mozilla Firefox
- Mozilla Thunderbird
- Netscape Navigator
- Opera
- Pale Moon
- Pegasus Mail
- Psi
- Safari
- Windows Internet Explorer

## Databases
- DB2
- IMS
- MySQL
- Oracle

- Paradox
- Postgresql
- Microsoft Access
- Microsoft SQL Server

## Grafisch
- Adobe Photoshop
- Adobe Illustrator
- Affinity Designer
- GIMP

- Kate
- Krita
- Paint Shop Pro
- Pinta

## Educatieve software
- Microsoft Encarta
- Teach2000
- Wrts

## Herstelsoftware
- IsoBuster
- Recovery CD

## Internet
- Apache
- Basic Support for Cooperative Work
- ejabberd (Jabber-server)
- WebGUI (Content Management Systeem)
- Mambo (Content Management Systeem)

## Kantoorsoftware
- AppleWorks
- Calligra Suite
- IWork
- KOffice
- LibreOffice

- Microsoft Office
- OpenOffice.org
- Oracle Open Office
- Quattro Pro
- Wordperfect

## Media
- XMMS
- ILife

## Programmeeromgevingen
- Eclipse
- KDevelop
- NetBeans
- Visual Studio

## Servertoepassingen
- Microsoft Exchange
- Microsoft Small Business Server

## Spellen
Zie ook: Lijst van computerspellen
- Doom
- Freecell
- Freeciv

- iSketch
- Quake
- Tetris

## Utility's en shells
- Bash
- bzip2

## Windowmanagersendesktopomgevingen
- Enlightenment
- Fluxbox
- Fvwm
- GNOME
- IceWM

- KDE
- LXDE
- Metacity
- Twm
- Window Maker

## X-servers
- X Window System
- XFree86

## Andere
- Login VSI
- WhatPulse